# Bruce Haack
Bruce Haack, Bruce Clinton Haack, musiker, född 4 maj 1931 i Alberta, Kanada, död 26 september 1988. Haack var en föregångare inom elektronisk musik, som bland annat byggde egna musikinstrument såsom Magic Wand, People-odion och Dermatron. Dermatronen var ett instrument som spelades genom att en elektrisk ström leddes genom en annan person och alstrade ljud genom beröring, ett slags mer avancerad variant av thereminen. Han gjorde även musik under pseudonymerna Jackpine Savage och Jacques Trapp.

## Diskografi
- Dance Sing and Listen (1963)
- Dance Sing and Listen Again (1964)
- Dance Sing and Listen Again and Again (1965)
- The Way Out Record for Children (1968)
- Electronic Record for Children (1969)
- Electric Lucifer (1970)
- Together (1971)
- Dance to the Music (1972)
- Captain Entropy (1973)
- This Old Man (1974)
- Funky Doodle (1975)
- Ebenezer Electric (1976)
- Haackula (1978)
- Electric Lucifer Book II (1979, återsläppt 2001)
- Bite (1981)